# Најџел де Јонг
Најџел де Јонг (хол. Nigel de Jong; Амстердам, 30. новембар 1984) је холандски фудбалски репрезентативац, који тренутно наступа за Галатасарај.

## Трофеји
Ајакс
- Првенство Холандије (1) : 2003/04.
- Суперкуп Холандије (1) : 2005.

Хамбургер
- Интертото куп (1) : 2007.

Манчестер сити
- ФА куп (1) : 2010/11.
- Премијер лига (1) : 2011/12.
- ФА Комјунити шилд (1) : 2012.